# 鈍刺血蜱
鈍刺血蜱（学名：Haemaphysalis doenitzi）为硬蜱科血蜱屬下的一个种。